# Volden

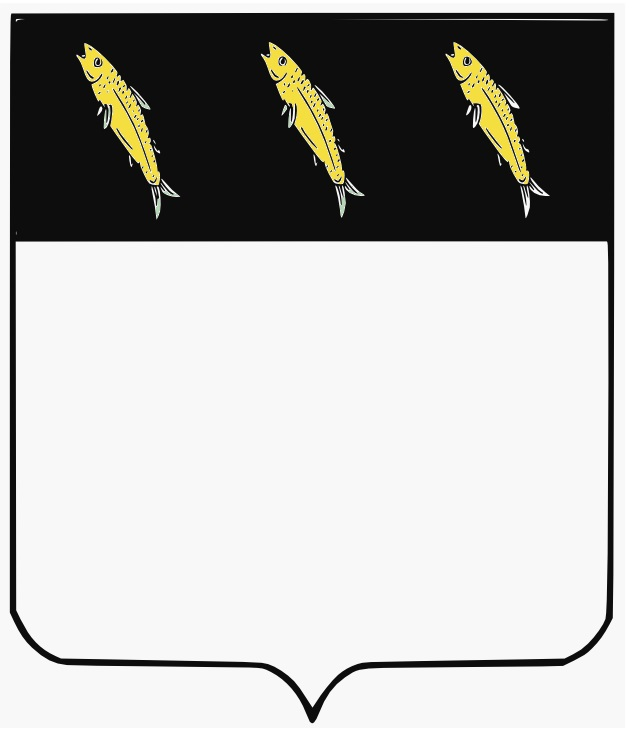
Wapen van de familie Van Volden

Van Volden of Von Volden was een familie afkomstig uit Duisburg in het Land van Kleef. Een tak vestigde zich in Brugge en leden van deze familie speelden gedurende verschillende generaties een voorname rol in Brugge en nadien in de algemene administratie van de Oostenrijkse Nederlanden.

## Genealogie in Duisburg
De Van Voldens kregen bekendheid vanaf de vijftiende eeuw in Duisburg.
- Gerard von Volden x Christina von Haus.
  - Gerard von Volden x Alexandrine Schwann.
    - Jacques von Volden x Catharina van Ryswyck (†1519).
      - Henri von Volden, kanunnik van de collegiale kerken van Cranenburg en Emmerich.
      - Gerard von Volden, burgemeester van Duisburg x Catharina de Horner.
        - Théodore von Volden, burgemeester van Duisburg.
          - Gerard von Volden, overleden bij een ongeval op achttienjarige leeftijd. Laatste von Volden van de Duisburgse tak.

        - Jacques von Volden, kolonel in dienst van Keizer Karel, sneuvelde in 1535 tijdens de Slag om Tunis.

## Genealogie in Brugge

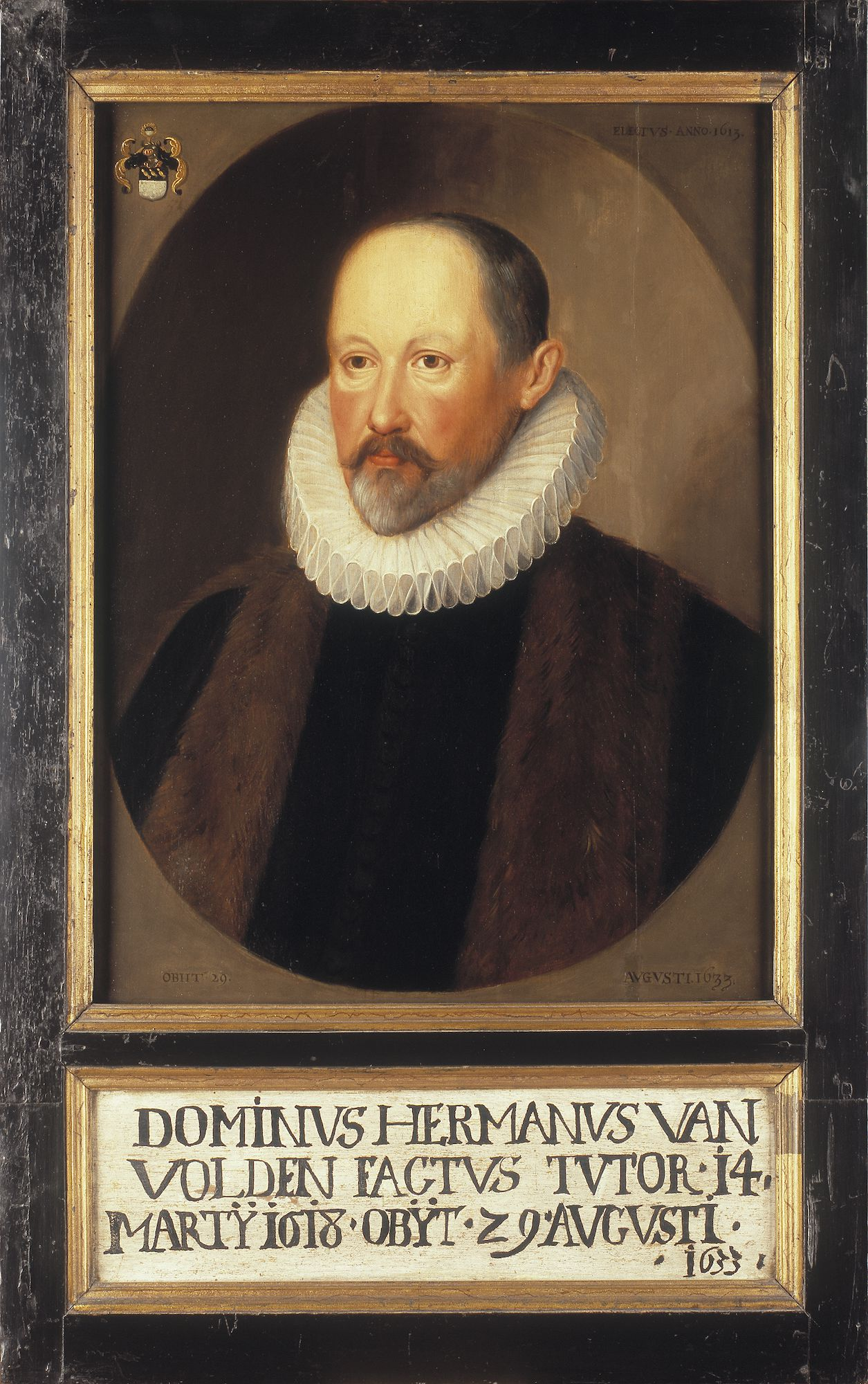
Herman van Volden (1555-1633). Portret door Jacob van Oost I (Musea Brugge).

- Herman van Volden (†1545), zoon van Gerard von Volden-Schramm, kwam zich in Brugge vestigen in 1512. Hij trouwde met Barbara van der Strepen (†1554). Hij werd wijnhandelaar en voerde voornamelijk Rijnse wijn in. Als eerste, maar niet laatste van de familie, werden ze in de Sint-Donaaskerk begraven.
  - Gerard Van Volden (†1585) x Maria Anchemant (†1595) trad als eerste van zijn familie toe tot de Brugse magistraat. Hij was: hoofdman in 1561, 1566, 1571, 1572, 1573, 1579; raadslid in 1553, 1581, 1582, 1584; schepen in 1562, 1574, 1577, 1579, 1580. Daarnaast was hij gouverneur van de Bogaerdenschool vanaf 1558 en voogd van de gevangenis 'Donkere Kamer' vanaf 1561.
    - Gerard van Volden (1548-1625) x Margaretha de Reulx (†1612). Hij was schepen van Brugge van 1597 tot 1604. Hij was gouverneur van de Bogaerdenschool vanaf 1601. Stichter, samen met zijn broer Herman, van het Godshuis Van Volden.
      - Gerard van Volden (†1617), x Laurence de Jonghe (†1614). Hij was raadslid van Brugge in 1612, 1617; schepen in 1608, 1610 en 1615.
        - Jacques van Volden (Gent, 1626), als vrijgezel overleden.

    - Maximilien van Volden (†1629), was weldoener van het Sint-Hubertus-gasthuis.
    - Jacques van Volden (†1628), heer van Cringen x Anna d'Agua genaamd Quickelborné (†1639), dochter van burgemeester Mathieu d'Agua. Hij werd pensionaris en griffier crimineel van Brugge, vervolgens in 1621 raadsheer en rekwestmeester bij de Grote Raad in Mechelen, die laatste functie verhief hem indien nodig tot de erfelijke adel. Het echtpaar is in de Sint-Romboutskathedraal begraven.
    - Nicolaas van Volden (1581 - Gent, 1639), heer van Cringen, x Jeanne de Corte († Gent, 1644). Hij was gouverneur van de Bogaerdenschool vanaf 1614. Hij was verder: hoofdman in 1620, 1621, 1625; raadslid in 1616 en 1624; schepen in 1613, 1631 en 1632. Hoewel in Gent overleden werd het echtpaar in het familiegraf bijgezet in de Sint-Donaaskerk in Brugge.
      - Gerard van Volden (1619-1662) x Marie-Caroline van Cranenbroeck (Mechelen, 1619-1662), dame van Hove, Beauprez, Franchimont en Berstraete . Hij was officier in het Spaanse leger en was heer van Cringen. Hij werd in 1644 geadeld met de titel ridder. Het gezin telde veertien kinderen.
        - Philibert-Nicolaas van Volden (Gent 1643 - Brugge 1698), x in 1666 met Thérèse Dierick (1644-1714), dame van Heulewalle en Dambrugge, dochter van schepen van het Brugse Vrije Johannes Dierick en Isabella de Meulenaere, gezegd van Belle. Ze werden begraven in de Sint-Donaaskathedraal. Na eerst poorter van Brugge te zijn geworden, werd hij vrijlaat van het Brugse Vrije. Hij was burgemeester van het Brugse Vrije van 1685 tot 1697.
          - Louis van Volden (1677-1715), bleef vrijgezel.
          - Anne-Marie van Volden (1681-1715), x Karel-Philippe van der Beke (Gent, 1676 - Brugge, 1754), bracht de heerlijkheid en naam de Cringen binnen in de familie van der Beken.

    - Herman van Volden (ca. 1550-1633), in 1577 x Adrienne de Ruddere (†1644), dochter van Kristoffel de Ruddere, schepen van Brugge en van Maria van Steelandt. Hij was heer van Zevekote (Assebroek), Ter Leye (Varsenare) en Reygaertsvliet (Westkapelle) en was: raadslid van Brugge in 1588, 1589, 1591, 1594 en 1604; schepen in 1587, 1602, 1605 en 1612; trezorier in 1599, 1600, 1610, 1611 en 1624. Hij was voogd van het Sint-Janshospitaal vanaf 1618 en stichter, met zijn broer Gerard, van het godshuis van Volden. Hij werd begraven in de Sint-Donaaskathedraal.
      - Pieter van Volden (1600-1678), kanunnik van de Sint-Donaaskathedraal.
      - Christophe van Volden (†1663) x Alexandrine van der Goes. Hij was redenaar van het Proosse.
        - Gerard van Volden (ca. 1622-1653), x Marie-Françoise van Caloen (1627-1698). Zonder kinderen. De weduwe hertrouwde nog tweemaal.
        - Cesar van Volden  (1624-1661), vrijgezel. Raadslid van Brugge in 1654.

      - Nicaise van Volden (†1658), x Josiane Carlier (†1640), xx Jeanne Deegbroodt (†1660). Hij was ontvanger van belastingen voor Vlaanderen in het kwartier van Brugge. Niet alleen zette hij de handel verder in wijnen uit Rijnland, maar voegde er invoer aan toe van wijnen uit Malaga en Portugal, evenals van wol uit Castilië en specerijen uit Sevilla en Cadix. Ook exporteerde hij vuurwapens naar Mexico.
        - Nicaise van Volden (†1671), x Marie-Anne Baltin (†1664). Hij was griffier en pensionaris van de stad Brugge.
        - Alexander van Volden (1626-1692), x in Spanje met Catharina Arostique. Hij werd burgemeester van de raadsleden van Brugge in 1660 en schepen in 1662. Hij was voogd van het Sint-Janshospitaal en van het Sint-Juliaangasthuis. Hij was lid van de Edele Confrérie van het Heilig Bloed, van de Sint-Jorisgilde van kruisboogschutters en van de Sint-Sebastiaangilde van handboogschutters.
        - Christophe van Volden (†1689), x Marie-Thérèse Talbout. Hij was griffier van de Civiele Griffie, lid en proost van de Edele Confrérie van het Heilig Bloed.
        - Jean van Volden (°1784) was kanunnik van Sint-Donaas en penitencier van het kapittel.
        - Philippe van Volden (†1685) trouwde in 1663 met Marie-Jeanne Strabant (1643-1722). Hij was raadpensionaris van Brugge.
          - Philippe van Volden (°1664), x in 1701 met Marie-Thérèse de Thibault (°1674)

      - Antoine van Volden trouwde in 1625 met Jeanne d'Agua, gezeid Van Quickelborné en in tweede huwelijk met Jacqueline Boudins.
        - Jean-Antoine van Volden (†1668), x Barbara Kimpe (†1669). Hij was advocaat bij de Grote Raad van Mechelen.
          - Antoine van Volden, x Anna-Clara Dieusart (Brugge, 1687 - 1741). Hij was secretaris en griffier van de Grote Raad van Mechelen.
            - Antoine-Christophe van Volden  (†1713) was schepen van het Brugse Vrije (1706-1713)
            - Pierre-Primitive van Volden (†1734), x barones Marie-Thérèse van Weerden de Lombeke (†1774). Hij was griffier van de Grote Raad van Mechelen. In 1712 werd hij raadsheer en rekwestmeester in die raad, dit laatste ambt verheffend indien nodig tot erfelijke adeldom, en later voorzitter van de Grote Raad van Mechelen. In 1768 werd, ten gunste van zijn weduwe, de Brabantse heerlijkheid Lombeek (Roosdaal) verheven tot erfelijke baronie.
              - Pierre-Alexandre  van Volden (†1783), baron van Lombeke, kanunnik van de collegiale van de heilige Gudula.
              - Jean-Pierre van Volden (†Mons, 1765), x Catherine van Landeghem (†1759), xx Marie-Jeanne Huens (†1827), dochter van een burgemeester van Mechelen. Hij was voorzitter van de Soevereine Raad van Henegouwen en lid van de Raad van State.
              - Jean-Baptiste Joseph van Volden (1730-1796), baron de Lombeke, x Marie-Joséphine de Beughem (1739-1822). Wellicht was hij het die burgemeester van Brussel werd.
                - Joseph van Volden de Lombeke (1761-1836), als baron in 1816 opnieuw geadeld en in 1830 lid van het Belgisch Nationaal Congres.
                - Ferdinand van Volden (†1793), ridder van de Orde van Malta.
                - Pierre Alexandre van Volden  (†1808), x Pauline d'Hannosset. Hij bouwde, naast de bestaande oude hoeve het kasteel Ter Linterpoort.
                  - Gustave van Volden (1804-1860), provinciaal inspecteur van de stoeterijen, kreeg in 1859 adelserkenning met de titel baron. Hij bleef vrijgezel en met hem doofde de familie van Volden uit.

            - Joseph van Volden, recollect.
            - Jean-Baptiste Casimir van Volden († 1756), trouwde in 1725 met Marie-Constance Simon (° Brugge - †1754). Hij werd schepen en burgemeester van Mechelen.
              - Jacques-Hyacinthe van Volden (1725-1808), x Marie-Isabelle d'Hooghe (†1782), dochter van Ignace d'Hooghe - de le Flye. Geen kinderen.
              - Pierre-Joseph van Volden (†1799) x Thérèse Jacobs. Hadden een enige dochter.

          - Alexander van Volden, kanunnik van Sint-Donaas.
          - Pierre van Volden, recollect.

        - Jacques van Volden, jezuïet.

      - Pierre van Volden (1699-1678), kanunnik van Sint-Donaas.
      - Herman van Volden de Jonge x Isbella d'Agua, dochter van Brugs burgemeester Mathieu d'Agua. Hij was: raadslid van Brugge in 1613, 1615, 1617, 1617, 1622, 1633, 1634, 1638 en 1648; schepen in 1619, 1624, 1626, 1639 en 1641; trezorier in 1624 - burgemeester van de raad in 1644.
        - Herman van Volden (†1656), x Marie de Mil (†1663), kinderloos gebleven.

## Het Sint-Hubertusgasthuis

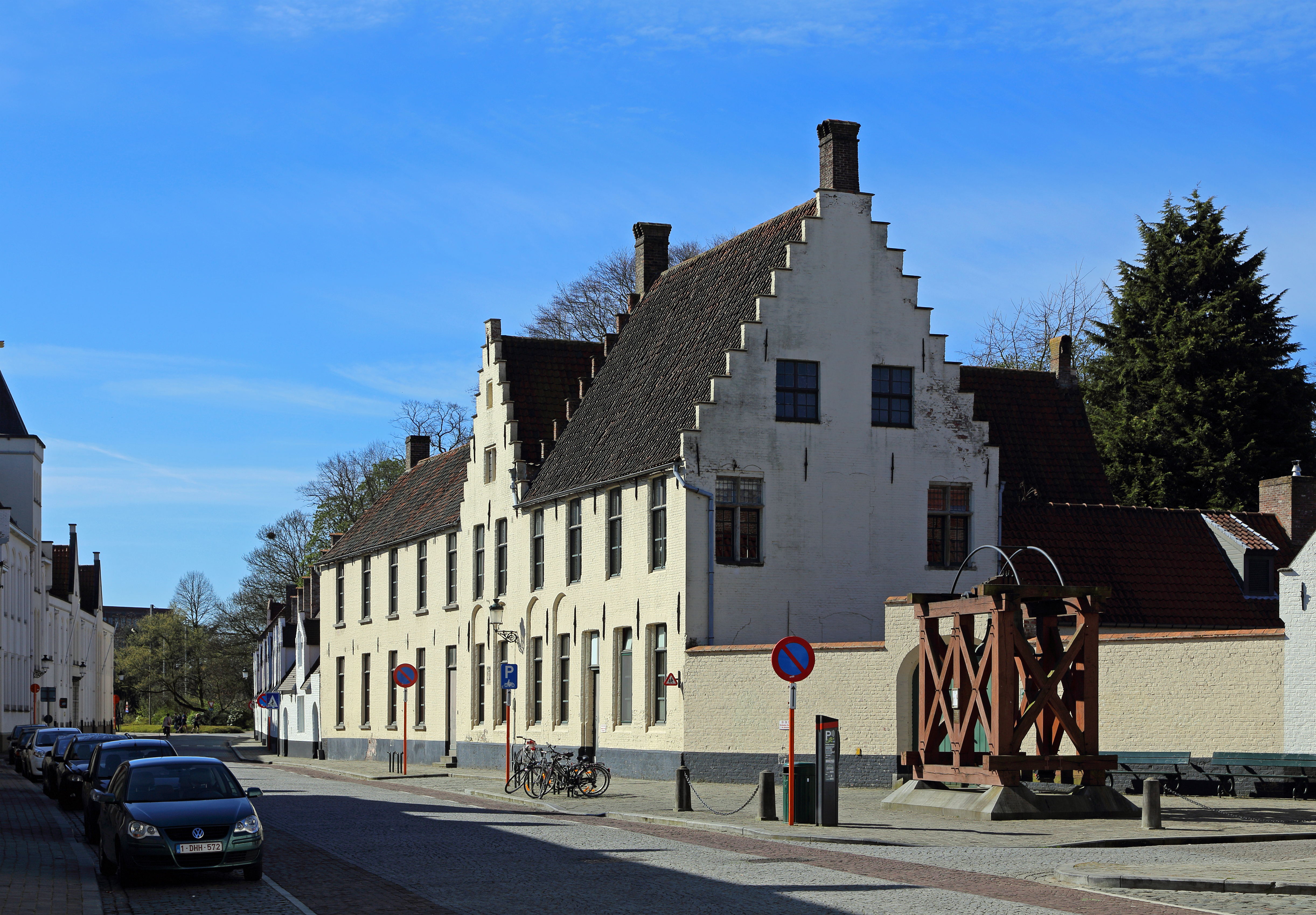
Godshuis Van Volden in de Boeveriestraat

In 1614 kochten de broers Gerard en Hubrecht Van Volden het gasthuis Sint-Hubertus in de Boeveriestraat. Ze knapten het op, breidden het verder uit, en maakten van het Godshuis Van Volden een van de belangrijke caritatieve instellingen in Brugge.

## Het vermogen van de Van Voldens
De familie van Volden was uiteraard niet onbemiddeld. Dit had tot gevolg dat, vooral bij vroegtijdige overlijdens, met minderjarige kinderen onder de erfgenamen, boedelbeschrijvingen of 'staten van goed' werden opgemaakt, teneinde de successie op passende wijze te regelen. Deze talrijke bundels maken het ongetwijfeld mogelijk de evolutie van het familievermogen te volgen over minstens twee of drie eeuwen. Dit tot diep in de achttiende eeuw, hoewel toen de Van Voldens grotendeels vertrokken waren naar Gent, Mechelen of Brussel, maar sommigen toch hun erfopvolging in Brugge geregeld zagen. De studie van deze staten is tot hiertoe nooit ondernomen, zodat dit een nog onbeschreven blad blijft in de geschiedenis van deze familie. Hierna volgen de namen van de familieleden die aanleiding gaven tot een boedelbeschrijving, met opgave van het nummer waaronder het in de bundel van het stadsarchief van Brugge wordt bewaard.
- 1581: Filips Dominicle en Antonine van Volden (188)
- 1594: Anna van Volden (417)
- 1629: Maximiliaan van Volden (876 & 1010)
- 1632: Gerard van Volden (1013)
- 1649: Antoon van Volden en Jacqueline Boudens (2033)
- 1652: Marie van Volden (53)
- 1656: Herman van Volden (539)
- 1658: Nicaise van Volden en Jozine Carlier en Johanna Deeghbroot (628, 838)
- 1662: Gerard van Volden en Caroline van Craenendonck (1250)
- 1666: Margaretha van Volden en Pieter de Meulenaere (717, 1535, 17877)
- 1668: Jan van Volden en Barbara Kimps (2061)
- 1669: Martine van Volden en Adriaan Fariseau (2027, 1624)
- 1670: Barbarine van Volden (2944)
- 1670: Jozine van Volden en Roeland Breydel (2161)
- 1671: Nicaise van Volden en Marie Baltyn (2605, 1513)
- 1678: Pieter van Volden (3219)
- 1688: Christoffel van Volden en Marie Talbout (15671)
- 1690: Catharina van Volden en Justo de Tollenaere (5300, 3202)
- 1692: Alexander van Volden (4904 & 16518)
- 1695: Filips van Volden en Marie Strabant (5417, 16524)
- 1716: Adriana van Volden en Jean-Baptiste van der Haeghen (16579)
- 1717: Anne-Marie van Volden en Karel van der Beke (17874, 18884, 17888 en 17889)
- 1726: Mathias van Volden (16775)
- 1727: Isabella van Volden en Pieter Anchemant (8573, 8023, 16745, 10409)
- 1727: Magdalena van Volden en Igatius de Aranda (16696)
- 1735: Theresia van Volden (17888)
- 1742: Karel van Volden (10709)
- 1742: Marie van Volden (16730)
- 1747: Angela Noë en Frans van Volden (11077)
- 1780: Theresia van Volden en Pieter Simon (17868, 16919)

## Portretten
Er zijn heel wat portretten van leden van de familie Van Volden bewaard, in openbare of semi-openbare verzamelingen, onder meer:

### Portretten in stadsbezit (OCMW)
- Herman van Volden (ca. 1550-1633), stichter van het godshuis van Volden, voogd van het Sint-Janshospitaal.
- Alexander van Volden (†1692), voogd van Sint-Juliaangesticht (1664-1671).

### Portretten bewaard in het Prinselijk begijnhof
- Herman van Volden (ca.1550-1633), medestichter van het godshuis van Volden.
- Adriana de Ruddere (†1644), echtgenote van Herman van Volden.
- Pieter van Volden (1600-1678), kanunnik van Sint-Donaas.
- Gerard van Volden (1619-1662), ridder, geadeld in 1644.
- Philibert-Nicolaas van Volden (1643-1668), burgemeester van het Brugse Vrije.
- Theresia-Godelieva Dierickx (1644-1714), echtgenote van Philibert van Volden.
- Karel-Philippe van der Beke (1676-1754), echtgenoot van Anne-Marie van Volden.

## Leden van de Edele Confrérie van het Heilig Bloed
- 1651: Nicolaas van Volden, proost in 1653.
- 1663: Alexander van Volden.
- 1666: Christophe van Volden, proost in 1668.

## Leden van schuttersgilden

### Kruisbooggilde Sint-Joris
- 1611: Nicaise van Volden.
- 1636: Herman van Volden d'Oude.
- 1661: Alexander van Volden.
- 1665: Nicaise van Volden.
- 1667: Nicolaas van Volden.
- 1673: Maria van Volden.

### Handbooggilde Sint-Sebastiaan
- 1611: Nicaise van Volden.
- 1640: Christoffel van Volden.
- 1641: Gerard van Volden.
- 1646: César van Volden.
- 1651: Nicaise van Volden.
- 1653: Mathias van Volden.
- 1657: Christoffel van Volden.
- 1661: Alexander van Volden.
- 1671: Antoine van Volden.